# Omar Campos
Pour les articles homonymes, voir Campos.
Omar Campos, né le 20 juillet 2002 à Mexico au Mexique, est un footballeur international mexicain qui évolue au poste d'arrière gauche à Cruz Azul.

## Biographie

### Carrière en club
Né dans le quartier de Cuauhtémoc de Mexico au Mexique, Omar Campos grandit à Tepito. Il est formé par le Santos Laguna qu'il rejoint à l'âge de 14 ans. Il joue son premier match en professionnel le 18 janvier 2021, lors d'une rencontre de championnat face aux Tigres UANL. Il entre en jeu à la place de Juan Ferney Otero et son équipe l'emporte par deux buts à zéro.
Le 14 septembre 2021, Campos prolonge son contrat avec le Santos Laguna jusqu'en juin 2025,. S'imposant comme un titulaire en équipe première en 2021, le latéral gauche de 19 ans est alors considéré comme l'un des joueurs les plus prometteurs du championnat et représente l'avenir du football mexicain à tel point que le sélectionneur du Mexique Gerardo Martino envisage de le convoquer,.
Le 5 novembre 2021, Campos inscrit son premier but en professionnel, lors d'une rencontre de championnat face au Pumas UNAM. Titulaire, il participe à la victoire de son équipe par trois buts à zéro.
Le 31 janvier 2024, Omar Campos rejoint les États-Unis afin de s'engager en faveur de la franchise de MLS du Los Angeles FC pour un contrat courant jusqu'en décembre 2027.
Le 5 janvier 2025 le Los Angeles FC annonce le transfert d'Omar Campos à Cruz Azul.
Il joue son premier match sous ses nouvelles couleurs le 12 janvier 2025, lors d'une rencontre de championnat face au Atlas FC. Il entre en jeu à la place de Carlos Rotondi (en) et les deux équipes se neutralisent (1-1 score final).

### En équipe nationale
En décembre 2021, Omar Campos est convoqué pour la première fois avec l'équipe nationale du Mexique par le sélectionneur Gerardo Martino.